# Nécropole nationale de Vauxbuin
La nécropole nationale de Vauxbuin est un cimetière militaire de la Première Guerre mondiale situé sur le territoire de la commune de Vauxbuin en bord de la N 2, en direction Villers-Cotterêts, dans le département de l'Aisne.

## Historique
La nécropole nationale de Vauxbuin a été aménagée en 1919. On y a regroupé les corps provenant de cimetières militaires provisoires de la région de Soissons : ceux de la Crise et au nord du ru de Savières, de Longpont où un cimetière, situé à proximité de la ferme de La Grille, contenait 628 tombes.

## Caractéristiques
La nécropole nationale rassemble, sur une superficie de 1,6 ha, les corps de 4 916 soldats dont 4 899 combattants tués pendant la Grande Guerre et 17 combattants tués au cours de la Seconde Guerre mondiale. 3 976 reposent dans des sépultures individuelles et 940 dans des sépultures collectives ou ossuaires.

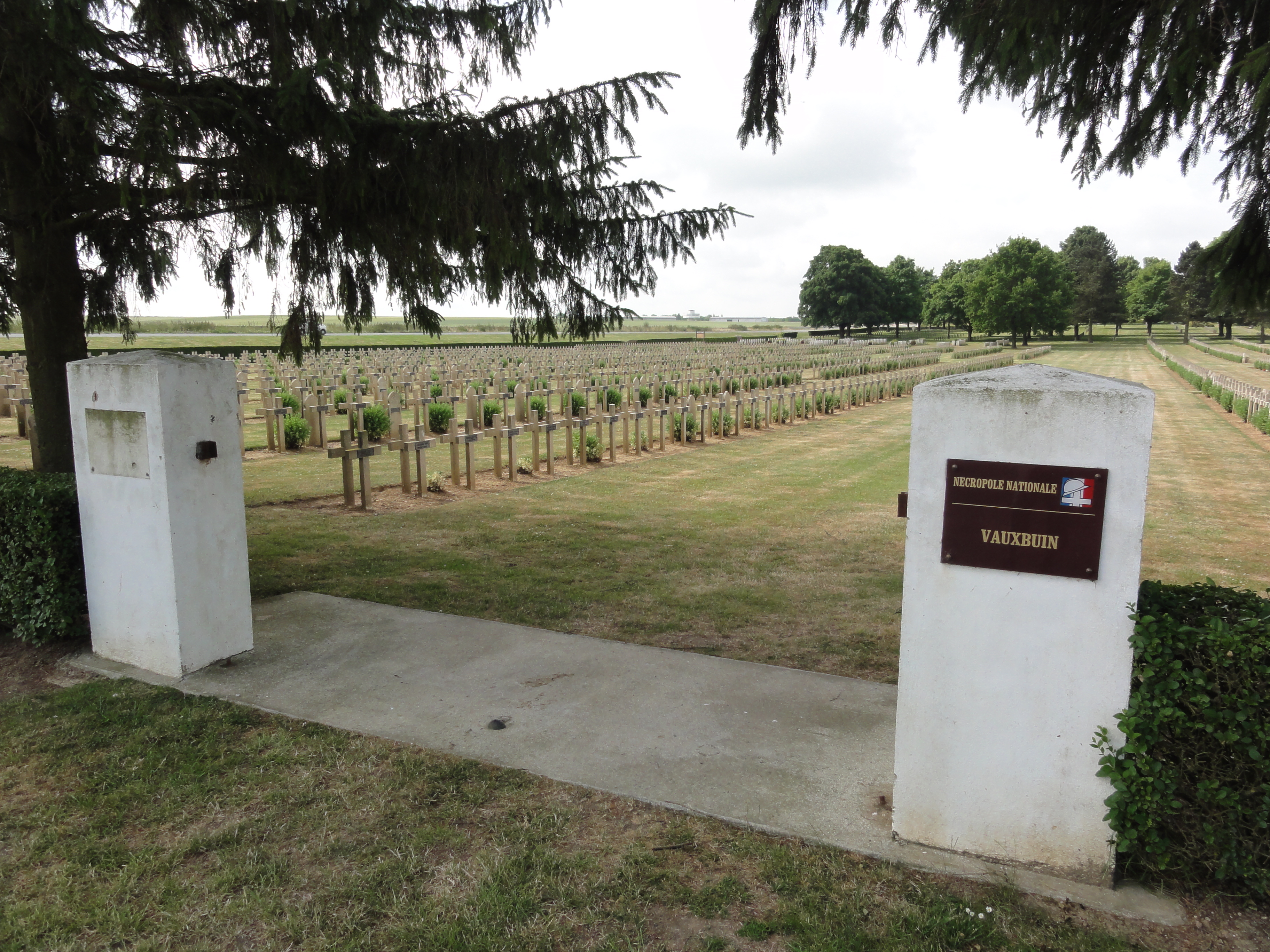
Entrée latérale (nord) du cimetière
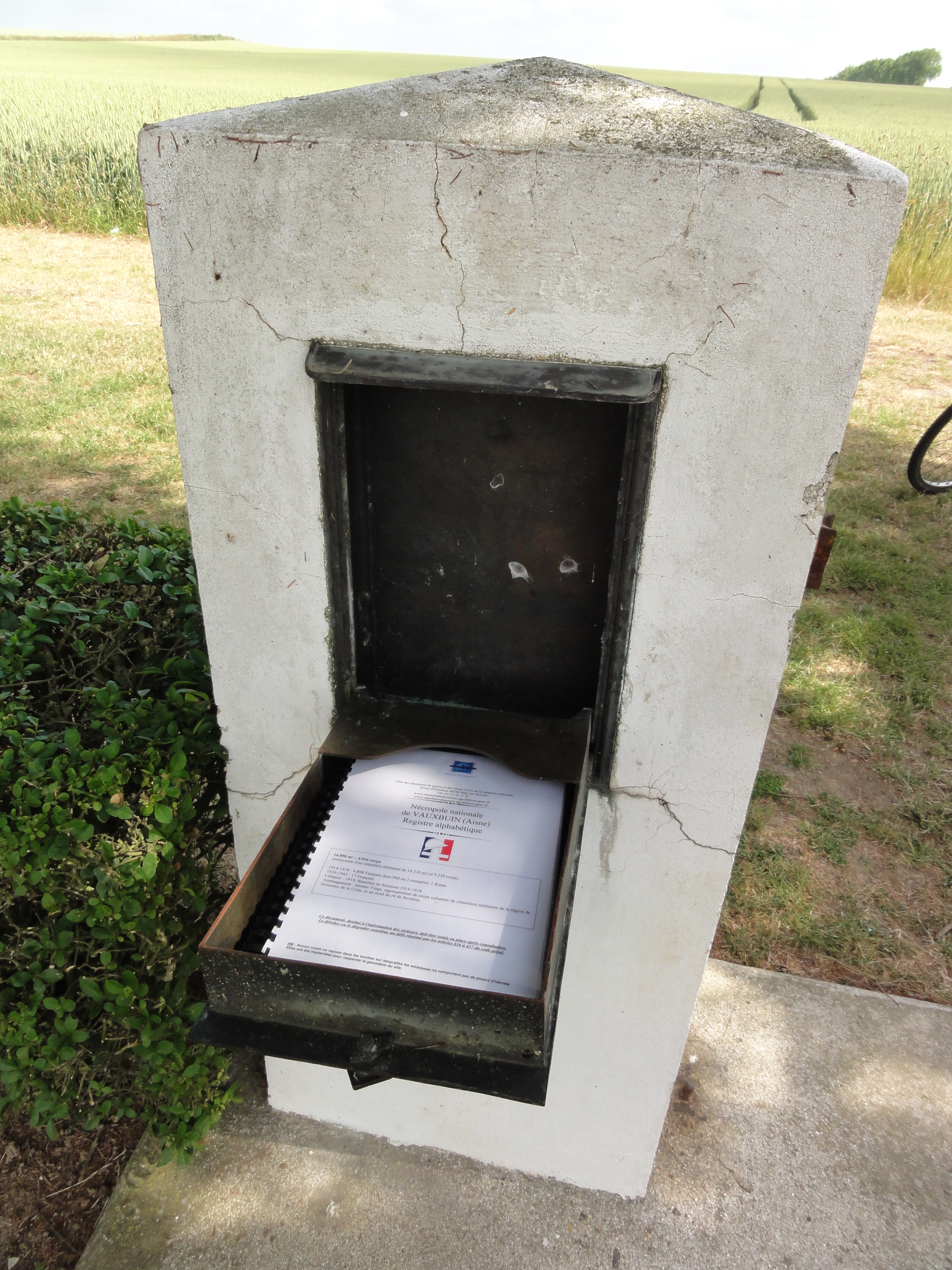
Stèle avec registre français
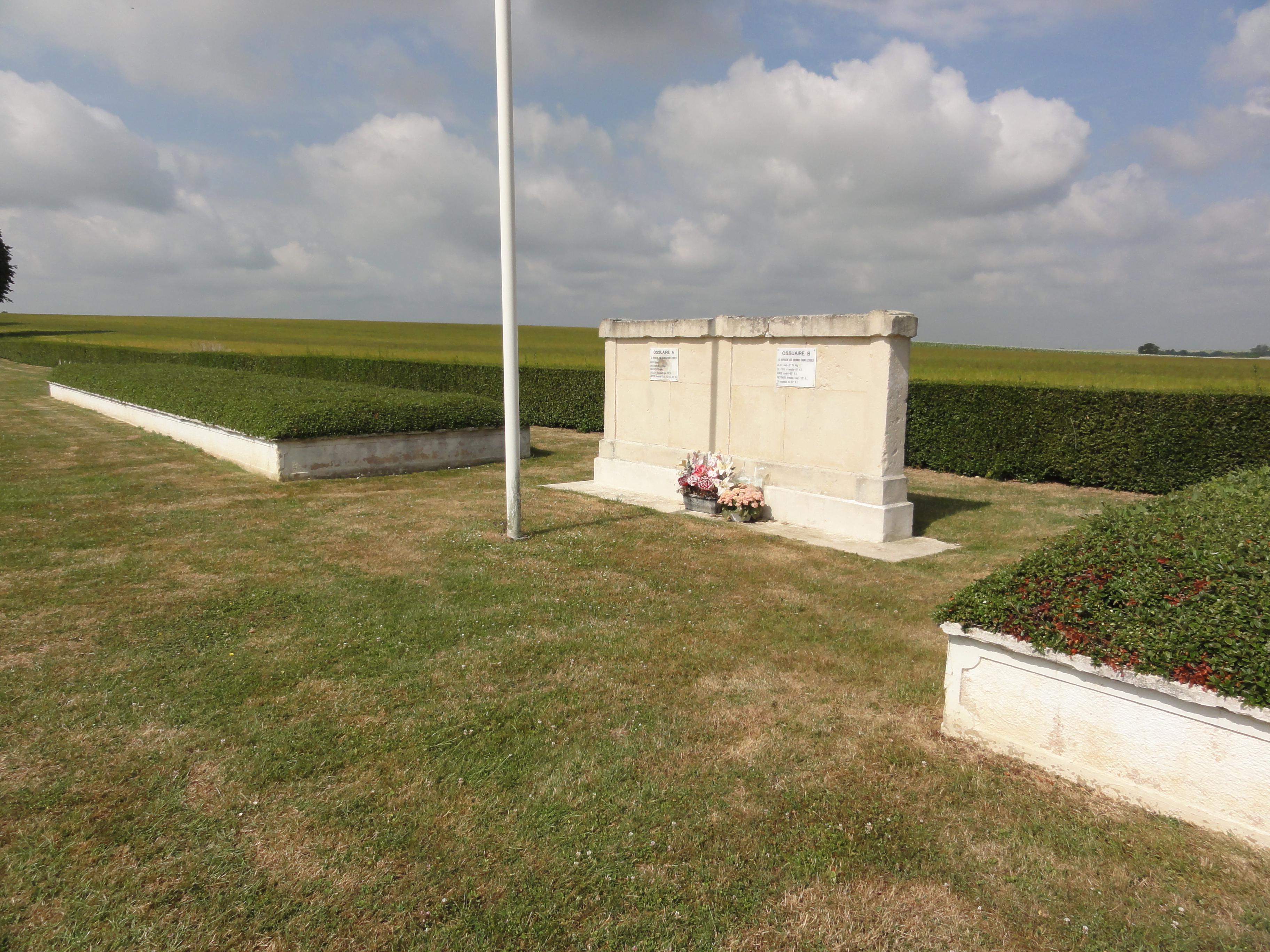
Monument de l'ossuaire

Dans ce cimetière, un carré sous la garde de la Commonwealth War Graves Commission rassemble les corps de 281 soldats du corps expéditionnaire britannique (B.E.F.). 

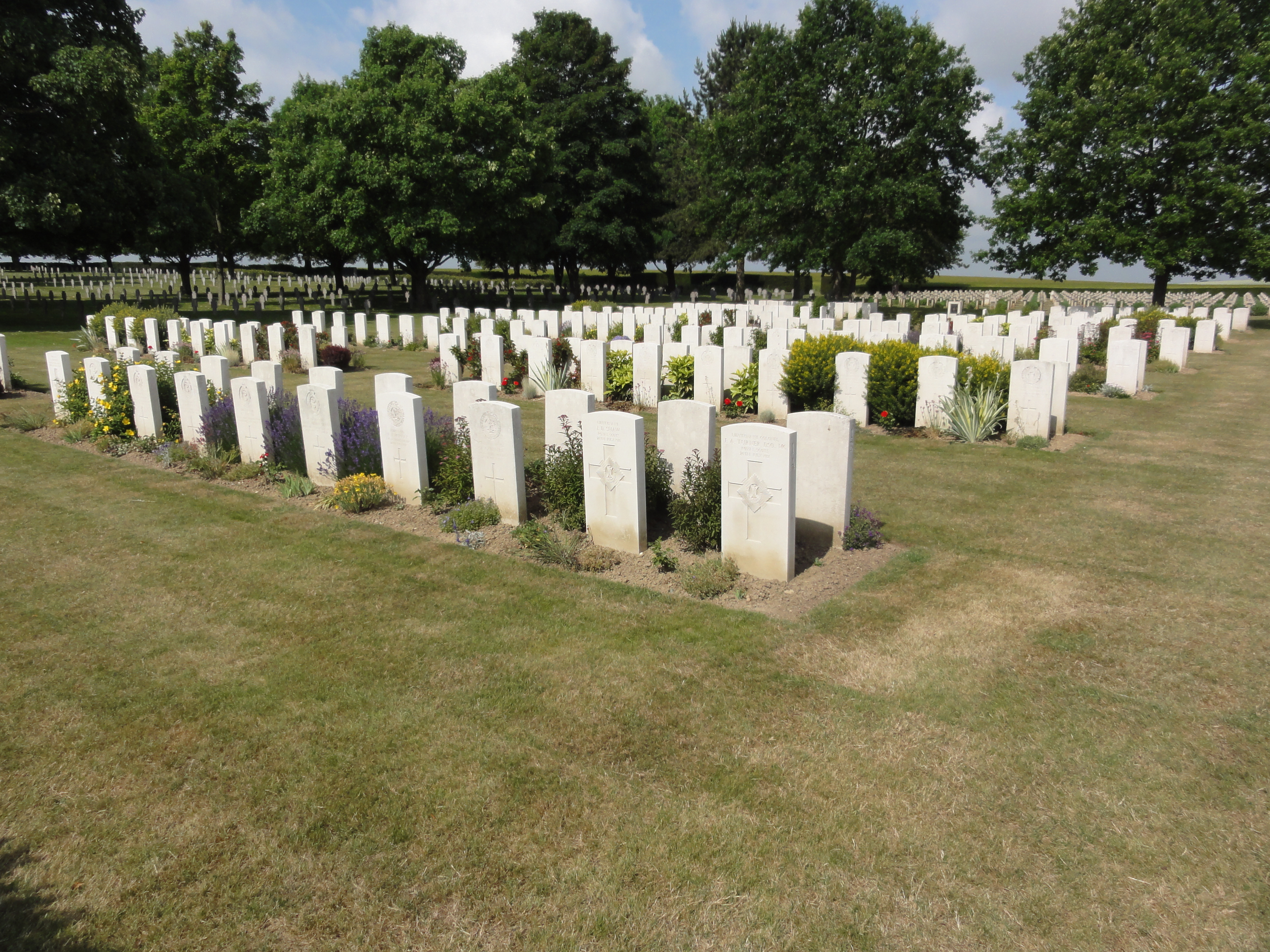
le carré britannique de la CWGC.
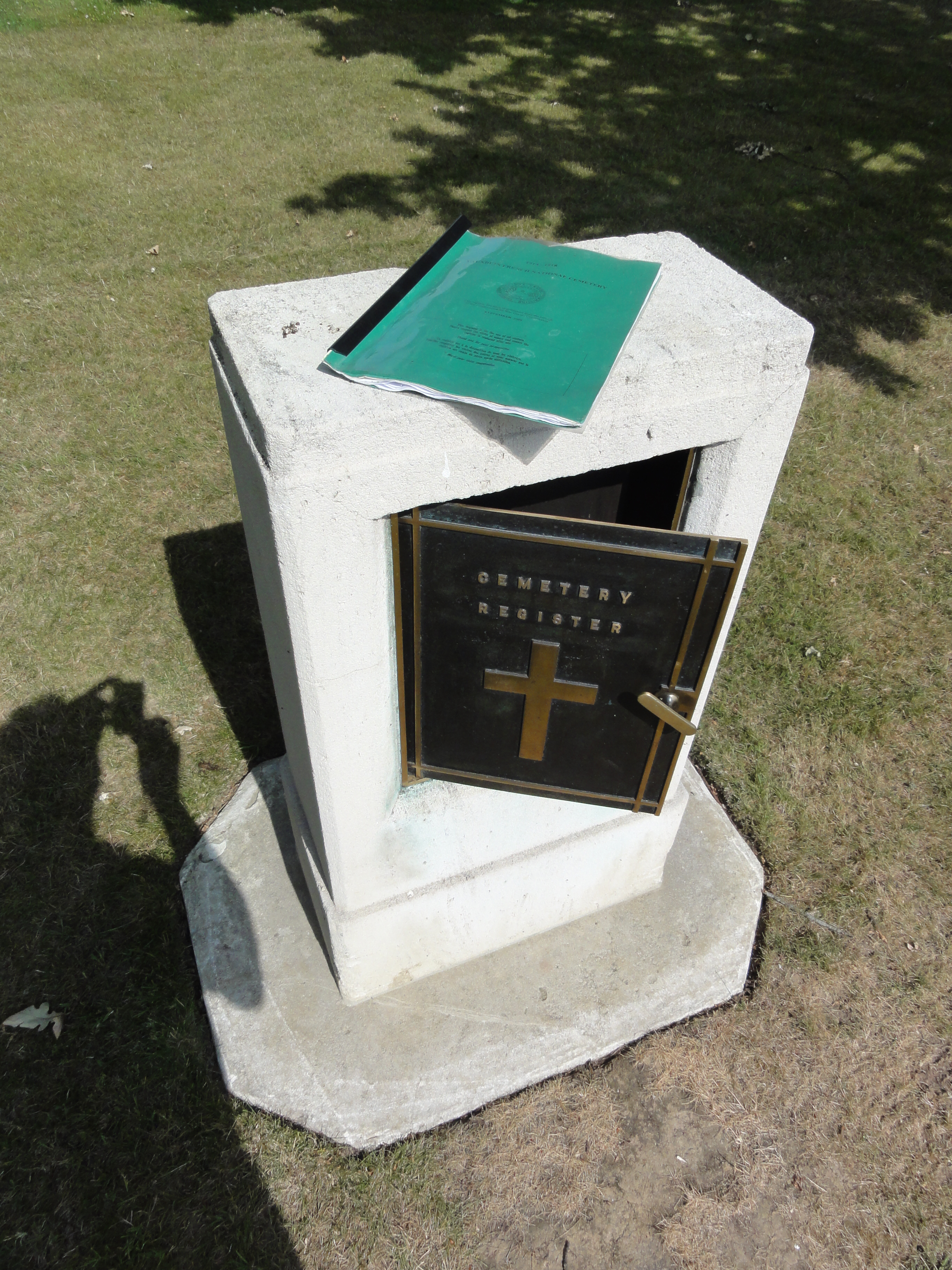
Stèle avec registre du carré britannique.

Jouxtant ce cimetière se trouve le Cimetière militaire allemand de Vauxbuin où reposent plus de 9 000 corps de soldats allemands. 

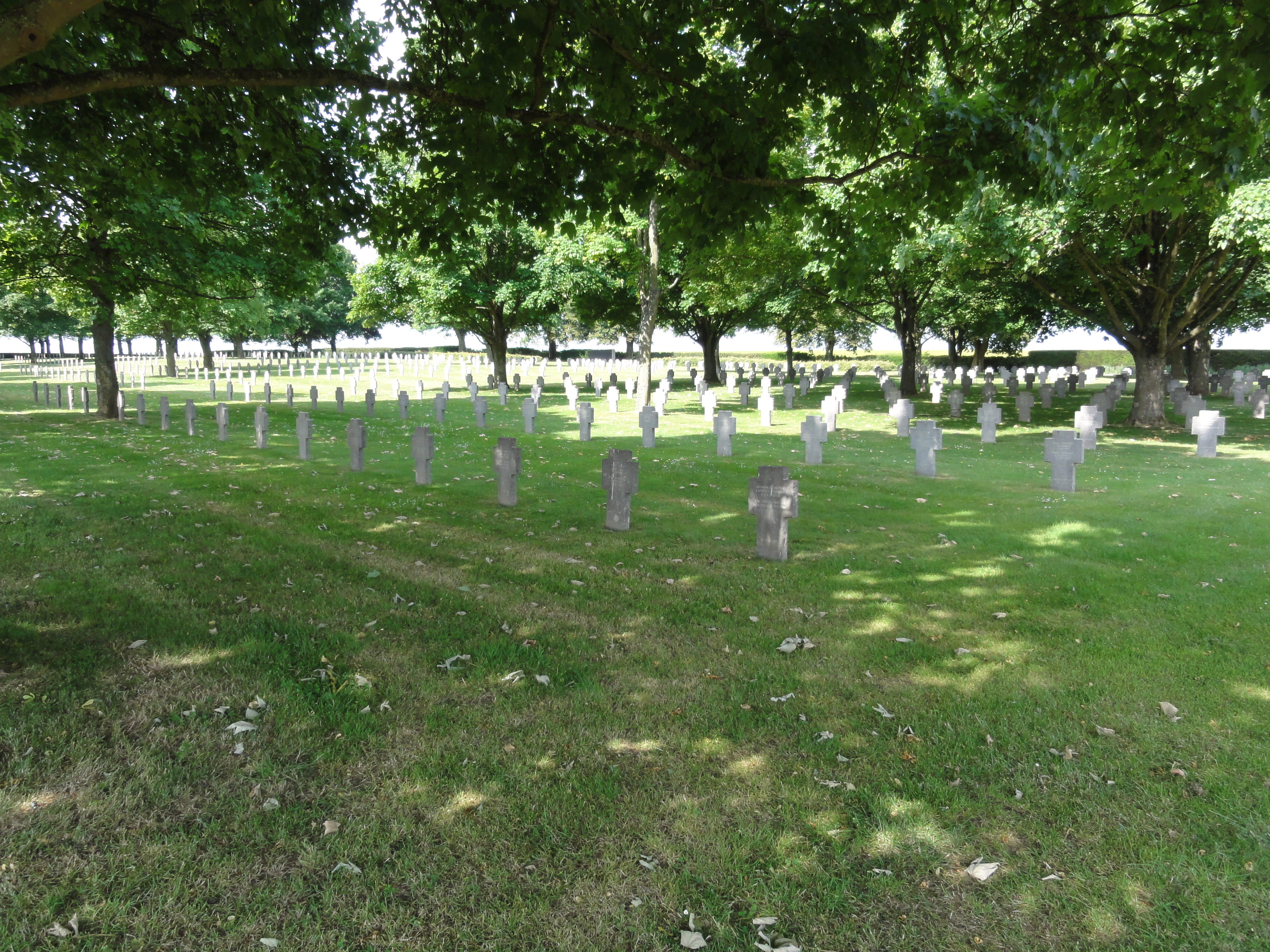
Cimetière militaire allemand.
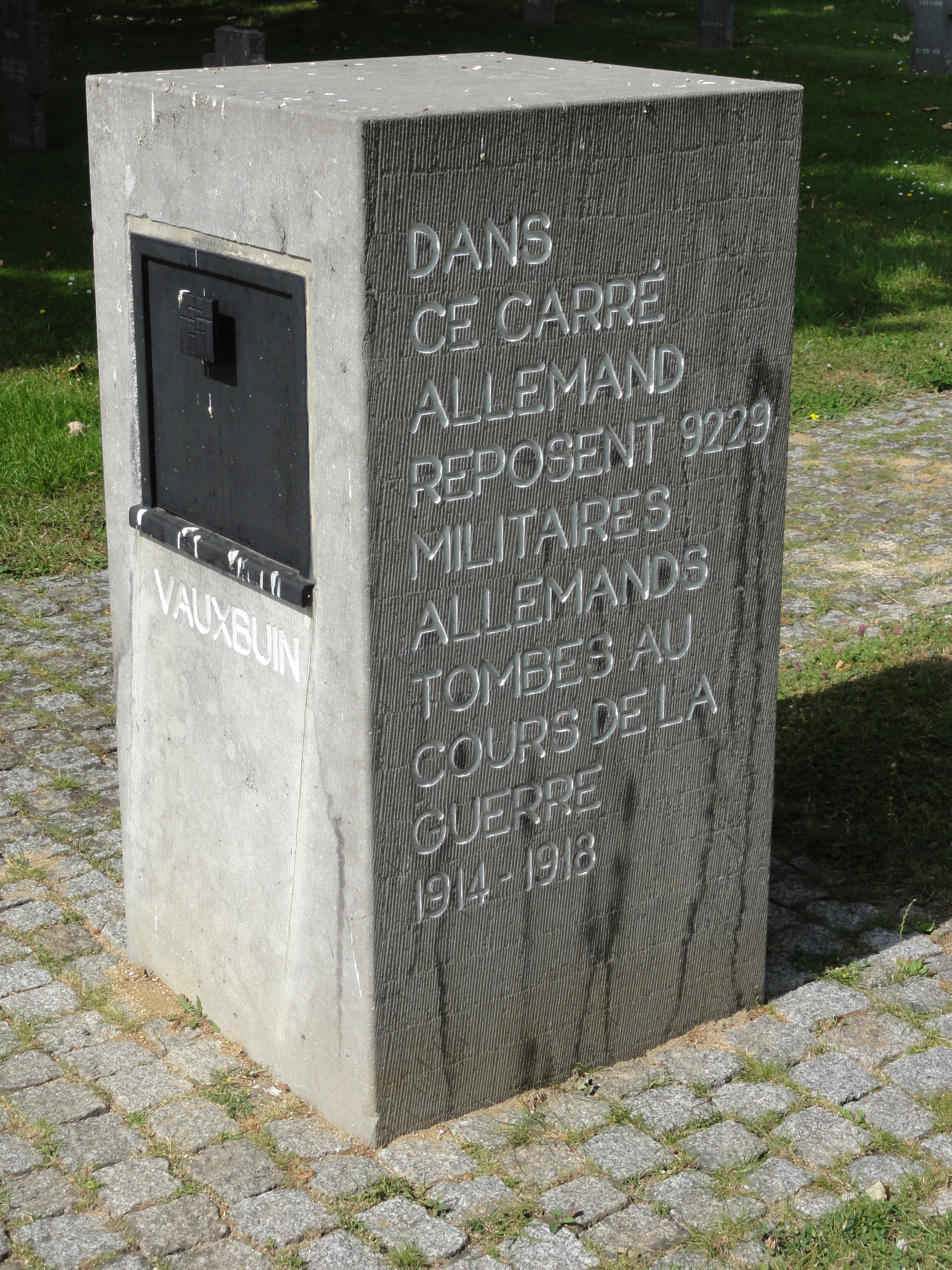
Cimetière militaire allemand, stèle avec régistre.